# Шабодерка
Шабодерка — река на территории России, протекает по Боровичскому району Новгородской области.
Устье реки находится в 4 км по левому берегу реки Съежи. Длина реки составляет 5,6 км, площадь водосборного бассейна 250 км². Примерно в 3 км от устья ширина реки — 7 метров, глубина — 2 метра. Высота истока — 136,6 м над уровнем моря.

## Данные водного реестра
По данным государственного водного реестра России относится к Балтийскому бассейновому округу, водохозяйственный участок реки — Мсты, без реки Шлины, от истока до Вышневолоцкого гидрологического поста, речной подбассейн реки — Волхов. Относится к речному бассейну реки Нева (включая бассейны рек Онежского и Ладожского озера).
Код объекта в государственном водном реестре — 01040200212102000020698.